# Улица Саморы Машела
Улица Само́ры Маше́ла (название с 27 августа 1988 года) — улица в Юго-Западном административном округе города Москвы на территории Обручевского района. Расположена между улицей Академика Опарина и Ленинским проспектом. Названа 27 августа 1988 года в честь Саморы Машела (1933—1986), первого президента Мозамбика, председателя Фронта освобождения Мозамбика (ФРЕЛИМО).
В начале улицы, у пересечения с Ленинским проспектом, расположены Российская детская клиническая больница и ФНКЦ ДГОИ им. Д. Рогачёва. К улице примыкает территория Российского университета дружбы народов, рядом с улицей расположены аграрный факультет и физкультурно-оздоровительный комплекс (ФОК РУДН). С другой стороны располагается спальный район — жилые кварталы, преимущественно новой застройки.
По улице Саморы Машела проходят автобусы 145, 718, с13. Имеются три остановки — «Улица Саморы Машела», «Улица Саморы Машела, 5», «Ленинский проспект — Центр детской гематологии».

## Благоустройство
В 2019 году на площади от дома 4 по улице Саморы Машела до дома 5 по улице Островитянова была создана пешеходная зона с качелями в форме подвешенной луны. Здесь также обновили дорожно-тропиночную сеть и установили фонари с зеленой подсветкой, которые дают лазерную проекцию в виде узоров на прогулочную дорожку, и оборудовали детские площадки и зону для игры в теннис (она расположена по адресу: ул. Саморы Машела, д. 6).